# 윤광준
윤광준(尹光埈, 1959년 2월 17일 ~ 2019년 11월 26일)은 대한민국의 제8대 대전광역시 유성구의원이다.

## 학력
- 외삼국민학교 졸업
- 유성중학교 졸업
- 유성고등학교 졸업
- 목원대학교 경영학과 졸업

### 비학위 수료
- 충남대학교 경영학 석사 졸업

## 경력
- 청년유권자연맹 유성지회장
- 신관자동차 운전저문학원장
- 새마을 유성지회 이사
- 바르게살기 유성지회 감사
- 새누리당 대전시당 유성구 당원협의회 사무국장
- 2018.07 ~ 2019.11 제8대 대전광역시 유성구의회 의원
- 2018.07 ~ 2019.11 제8대 대전광역시 유성구의회 전반기 사회도시위원회 위원
- 2018.07 ~ 2019.11 제8대 대전광역시 유성구의회 전반기 행정자치위원회 위원
- 2018.07 ~ 2019.11 제8대 대전광역시 유성구의회 전반기 예산결산특별위원회 위원

## 역대 선거 결과
| 실시년도 | 선거      | 대수 | 직책   | 선거구                  | 정당       | 득표수  | 득표율          | 순위 | 당락 | 비고           |
| -------- | --------- | ---- | ------ | ----------------------- | ---------- | ------- | --------------- | ---- | ---- | -------------- |
| 2018년   | 지방 선거 | 8대  | 구의원 | 대전 유성구 (다 선거구) | 자유한국당 | 8,998표 | \| \| 21.71% \| | 2위  |      | 초선, 민선 7기 |
|          | 21.71%    |      |        |                         |            |         |                 |      |      |                |